# محسس للإشعاع

سيسبلاتين، وهو عبارة عن مادة كيميائية علاجية تعتمد على البلاتين ومسببة للحساسية الإشعاعية

المحسس الاشعاعي هو مادة تجعل خلايا الورم أكثر حساسية للعلاج الإشعاعي . ومن المعروف أحيانًا أيضًا باسم مادة مسببة للحساسية الإشعاعية أو معززة للإشعاع.

## آلية العمل
تعزز العلاجات الكيميائية التقليدية، مثل الفلوروبيريميدينات، والجيمسيتابين، ونظائر البلاتين، فعالية العلاج الإشعاعي.
وتعمل هذه العلاجات من خلال آليات مختلفة:
- الفلوروبيريميدينات: تزيد من حساسية الخلايا السرطانية للإشعاع عن طريق تعطيل دورة الخلية في الطور S.
- الجيمسيتابين: يعمل بآلية مشابهة، حيث يحصر الخلايا في الطور S، مما يجعلها غير قادرة على إصلاح تلف الحمض النووي الناجم عن الإشعاع.
- نظائر البلاتين (مثل السيسبلاتين): تثبط إصلاح الحمض النووي عن طريق ربط خيوط الحمض النووي، مما يفاقم من آثار تلف الحمض النووي الناجم عن الإشعاع.

## القيود
يُعد نقص الأكسجين أحد التحديات الرئيسية التي تواجه العلاج الإشعاعي للأورام الصلبة. تنمو هذه الأورام بسرعة تفوق قدرة الأوعية الدموية على تزويدها بالأكسجين، مما يخلق بيئة منخفضة الأكسجين تُعرف بنقص التأكسج. يلعب الأكسجين دورًا هامًا في زيادة فعالية الإشعاع من خلال تكوين جذور حرة تُلحق الضرر بالحمض النووي للخلايا السرطانية. ونتيجة لذلك، تُصبح الخلايا السرطانية في البيئات منخفضة الأكسجين أكثر مقاومة للإشعاع بمقدار 2 إلى 3 مرات مقارنة بتلك الموجودة في بيئات غنية بالأكسجين.
وللتغلب على هذه المشكلة، تُجرى العديد من الأبحاث التي تهدف إلى تحسين توصيل الأكسجين إلى الأورام، وتشمل هذه الأبحاث:
- استخدام خزانات الأكسجين ذات الضغط العالي.
- استخدام بدائل الدم التي تحمل كميات أكبر من الأكسجين.
- استخدام مُحسسات إشعاع الخلايا قليلة الأكسجين مثل ميزونيدازول وميترونيدازول.
- استخدام السموم الخلوية قليلة الأكسجين مثل تيرابازامين.

## تطوير الأدوية
اعتبارًا من سبتمبر 2016، هناك عدد من المواد المسببة للحساسية الإشعاعية في التجارب السريرية.
| اسم                               | راعي                  | وصف |
| --------------------------------- | --------------------- | --- |
| ان بي تي اكس ار 3                 | نانوبيوتكس            | يُعرف أيضًا باسم PEP503، ويتم حقن NBTXR3 عن طريق المحقنة مباشرة في الأورام بواسطة الجراح. ثم يقوم الدواء بإنشاء جذور حرة عند تعرضه للأشعة السينية. وهو يتكون من جسيمات نانوية من أكسيد الهافنيوم . وتجري الشركة أربع تجارب على الدواء في وقت واحد. التجارب الأربع هي المرحلة الثانية/الثالثة في ساركوما الأنسجة الرخوة في الأطراف وجدار الجذع، والمرحلة الأولى/الثانية لسرطان الخلايا الكبدية، والمرحلة الأولى/الثانية لسرطان البروستاتا، والمرحلة الأولى لسرطان الخلايا الحرشفية في تجويف الفم. |
| نيمورال                           | أزانتا                | يعمل هذا المركب على زيادة إنتاج الضرر الذي يلحق بالحمض النووي نتيجة للإشعاع في ظل ظروف نقص الأكسجين. يعد عقار نيمورال في المرحلة الثالثة في أوروبا كعلاج من الخط الأول لسرطان الخلايا الحرشفية في الرأس والرقبة. |
| كروسيتينات الصوديوم الترانس (TSC) | شركة ديفيوسنت للادوية | يهدف TSC إلى زيادة انتشار الأكسجين عبر الأنسجة. تم اختباره في تجربة سريرية للمرحلة الثانية على مرضى الورم الدبقي (GBM). أظهرت نتائج المرحلة الثانية أن 36% من مرضى TSC الذين تلقوا الجرعة الكاملة ظلوا على قيد الحياة لمدة عامين، مقارنة بقيم البقاء التاريخية التي تتراوح من 27% إلى 30% لمعيار الرعاية. |
| إن في إكس-108                     | نوفوكس فارما          | NVX-108 هو علاج بالأكسجين يتم حقنه عن طريق الوريد، ويقوم بالتقاط الأكسجين في الرئتين، وتوصيله إلى الأنسجة التي تعاني من نقص الأكسجين. إنها تجربة سريرية من المرحلة الأولى ب/الثانية حيث يتم رفع مستويات الأكسجين في الورم قبل العلاج الإشعاعي من أجل جعله حساسًا للإشعاع. |

## روابط خارجية
- إدخال مادة محسسة للإشعاع في قاموس مصطلحات السرطان التابع للمعهد الوطني للسرطان في المجال العام